# Gens

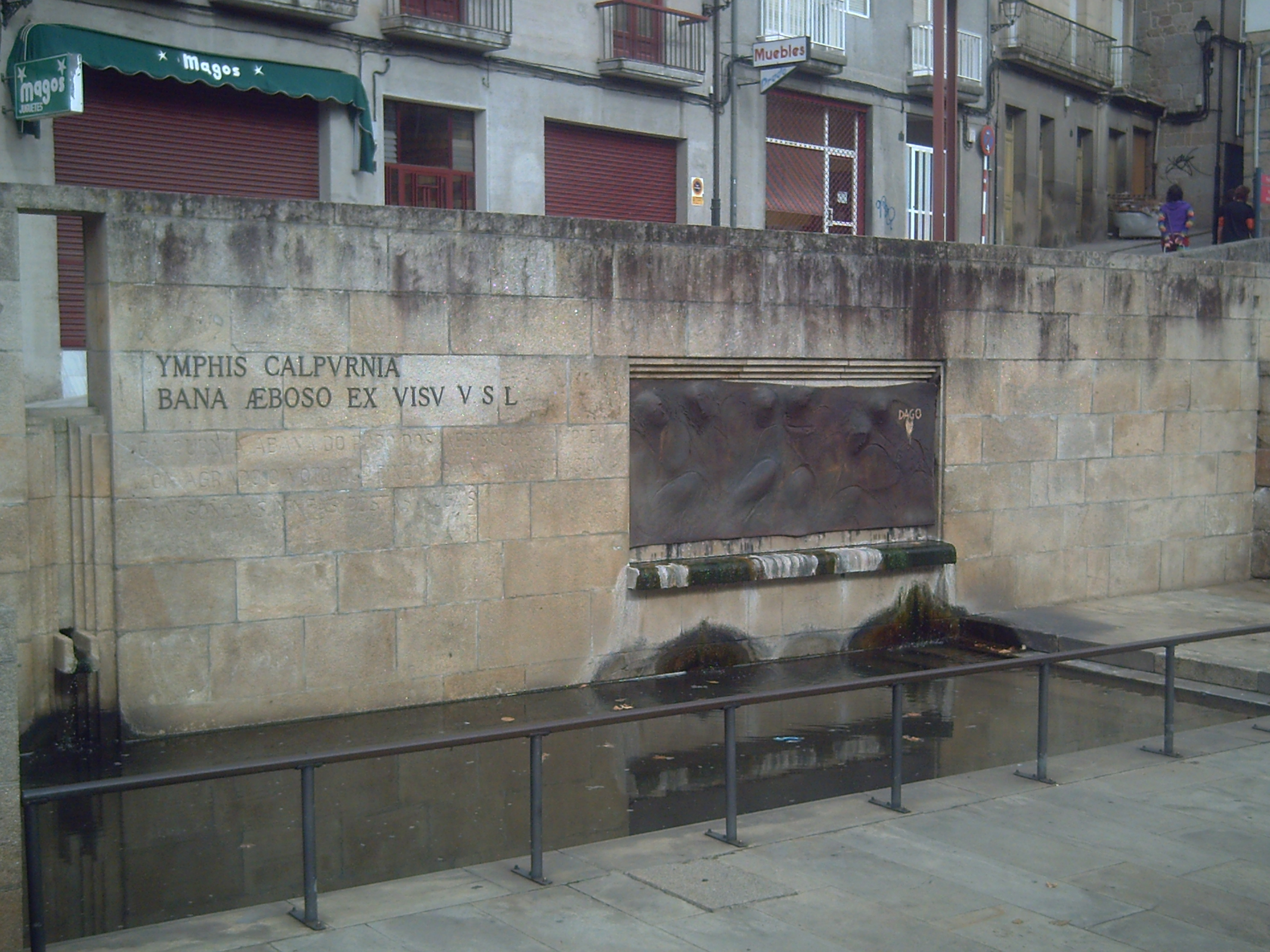
Termas con la inscripción latina de Calpvrnia en la ciudad de Orense

La gens era una agrupación civil o sistema social de la antigua Roma y de Grecia. Cada gens comprendía a varias familias que se identificaban a través del cognomen de los individuos, por lo que sus integrantes eran agnados o gentiles entre sí y estaban dirigidos por varios pater familias. En este sentido, la gentilidad era sobre todo un título de nobleza que daba fe de la antigüedad e ingenuidad del grupo, algo en principio exclusivo de las familias patricias.

## Historia
La gens fue la organización social que precedió en Roma la constitución del estado-ciudad. La gens podría definirse como un conjunto de familias que descendían o creían descender de un antepasado común vinculadas por un parentesco más o menos lejano, que tenían sus divinidades, sus costumbres y su territorio.
La gens constituye una asociación religiosa, política y económica; cada gens tenía su propia divinidad protectora, sus costumbres particulares, vigilando la gens para que estos mores sean respetados pudiendo excluir del grupo mediante la notae gentiliciae a quien contraviniere dichas normas. Todos los componentes de una misma gens tienen sepultura común. El interés económico es común a toda la gens, determinado por la permanencia en un mismo territorio que la gens cultiva en común. Cada gens tuvo un jefe que mandaba sobre los demás miembros, y el cual gobierna la familia tanto en el orden político-social como en el religioso.
Las familias que formaban la gens son organismos más reducidos, pero de naturaleza semejante. Ambas son instituciones fundadas con miras del orden y la defensa de los grupos primitivos, de donde proviene su carácter político y económico. Podemos decir que lo que distingue a los dos grupos, gens y familia, no es propiamente su función sino su extensión. En Roma, el vínculo que fundamenta y organiza la familia no es únicamente el de sangre pues la familia comprende además del padre, de la madre y de los hijos, a los nietos nacidos en la familia, a los adoptados, a los prisioneros por deudas, a los prisioneros de guerra, a los hijos de estos, a los clientes (que estaban constituidos por huéspedes pobres, por individuos expulsados de otras gens, por esclavos libertados, por extranjeros vencidos, los cuales piden y obtienen protección por parte del grupo), a los animales, al fundo y por último a los dioses tutelares y protectores del hogar. Todas estas personas se encuentran sometidas a la autoridad de un jefe (pater familias).
El pater familias era sacerdote, juez y rey dentro de su propia familia. Como sacerdote tenía a su cargo el culto al lar familiar (espíritu que cuida a la familia). La autoridad del padre (patria potestad) era absoluta. Tenía derecho de vida y muerte sobre las personas que estaban sometidas a él. Este poder lo ejercitaba sobre todo el grupo de personas que constituía la familia, esposa, hijos, esclavos, clientes, campo familiar. El pater familias era el único sui-iuris, o sea, el único que no estaba sometido a la potestad de otro, mientras que los demás estaban en estrecha relación de dependencia con respecto a él, de la que no podrían salir sino con la muerte del pater familias. Esta emancipaba a los hijos varones, mientras las mujeres pasaban a depender del varón más cercano.
La gens era un cuerpo jurídico perfectamente organizado reinando entre sus miembros un espíritu de solidaridad y de asistencia mutua. Se llega a ser gentil o miembro de la gens de la misma manera en que se llega a ser miembro de un Estado, es decir, por nacimiento de padre gentil o por agregación directa de la gens, mediante el voto de los gentiles. La gens sobrevivió en la época antigua, aun cuando su organización se debilitaba cada vez más, sobre todo porque las familias que las formaban se iban poniendo en contacto directo con la ciudad, conjuntamente con las nuevas familias plebeyas que no estaban organizadas en gens. La ciudad fue así, poco a poco, minando los cimientos de la gens sustituyéndola en las funciones de orden y defensa correspondientes al Estado. La familia, en cambio no corrió la misma suerte, no sufrió la absorción que experimentó la gens por la ciudad. Esta supervivencia de la familia con su primitivo carácter político perdura durante varios siglos y lentamente la autoridad severa y suprema del pater familias va siendo remplazada por el derecho y la autoridad del Estado.

## Evolución de la palabra "gens"
La palabra “gens” de origen latino significa familia. De mismo origen son: gen, gente, generación o genética.

## Características
La característica que distinguía una gens era el nomen gentilicum, o nombre gentil o gentilicio. Cada miembro de una gens, por nacimiento o adopción, llevaba este nombre. Todos los nomina se basaban en otros nombres, como nombre propio, ocupaciones, características físicas o comportamientos, o topónimos. En consecuencia, la mayor parte de ellos acababan en la terminación adjetiva -ius (-ia en la forma femenina).
Los nomina acabados en -aius, -eius, -eus, y -aeus son típicos de familias latinas.  Las gentes faliscas frecuentemente tenían nomina terminados en -ios, mientras que los samnitas y otros pueblos de habla osca del sur de Italia tenían nomina terminados en -iis.  Los nomina umbros acababan típicamente en -as, -anas, -enas, o -inas, mientras que los que terminaban en -arna, -erna, -ena, -enna, -ina, o -inna son característicos de familias etruscas.
La palabra gens es femenina, y el nombre de una gens también era femenina.  Marco Valerio Corvo era miembro de la gens Valeria. Valerio, Valerius, era su nomen. El nomen de su hijo podría haber sido Valerius (Valerio) y su hija Valeria. Los miembros masculinos de su gens se llamarían Valerii ("Valerios"), y los femeninos Valeriae ("Valerias"). Si un miembro de una gens era adoptado por otra familia, entonces asumía el nomen de esa gens, seguido por el cognomen Valerianus ("Valeriano").

## Ocaso

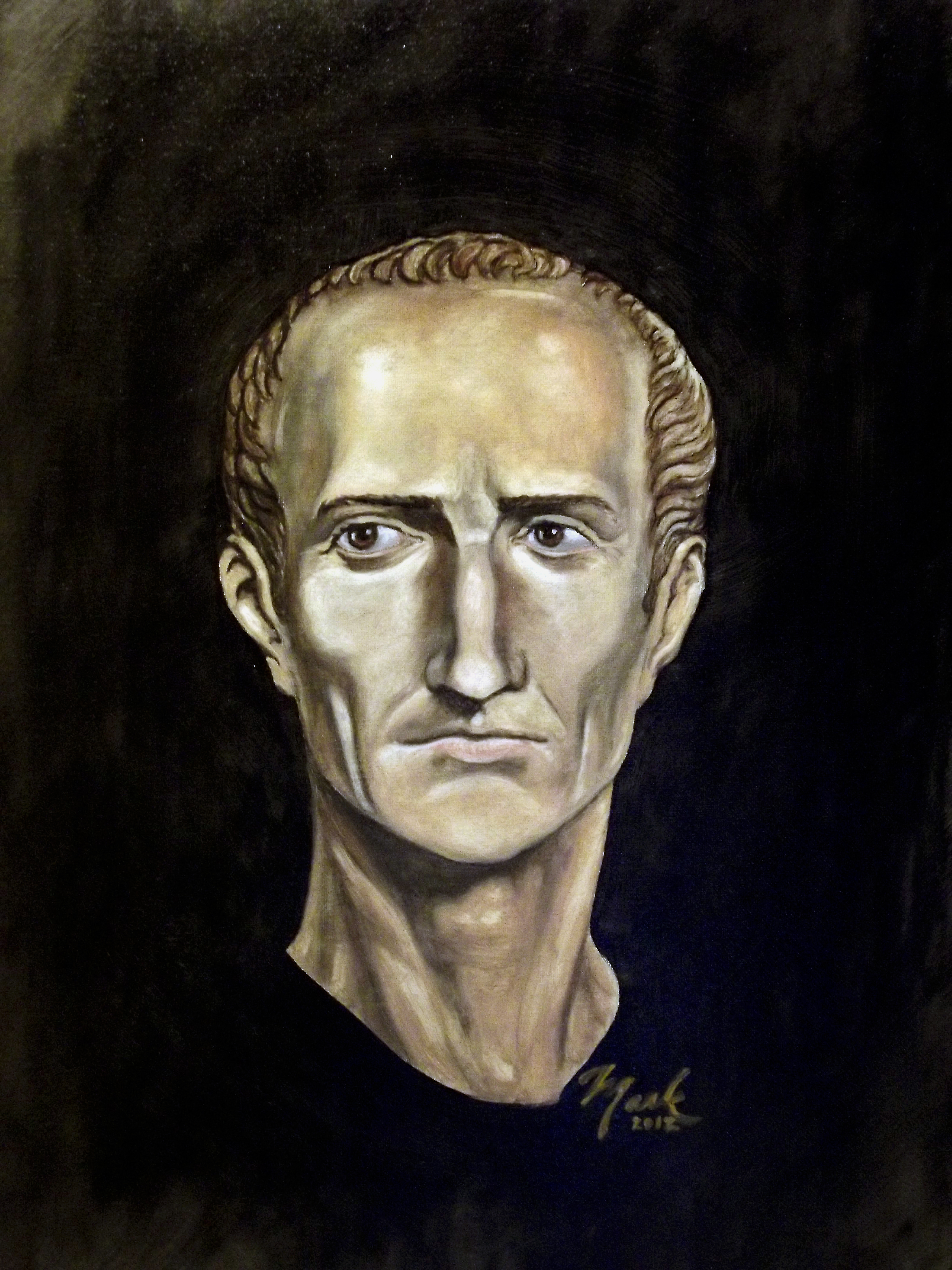
Imagen de Julio César, perteneciente a la gens Julia.

El ocaso de las gens se produjo con la proliferación de familias que hacían difícil la identificación de los orígenes. 
La pertenencia a una determinada gens comprendía una serie de derechos y obligaciones con respecto al resto de miembros. El deber de socorro mutuo, el derecho a poseer las propiedades de la gens, a ser sepultado en el lugar común, o la prohibición de contraer matrimonio con un miembro de la misma gens.
La sociedad romana estaba conformada por varios grupos, existían los cliens conformada por los plebeyos en sociedad, a ésta se le llamaba clientela, estos conformaban clanes los cuales eran llamados gens, los gens que al contrario que la familia, podían ser conformados por cualquier clan, sin importar su clase, y si este clan era patrocinado o adoptado por un patronus, entonces podía ser una familia.
En el sentido romano la palabra familia no tenía el mismo significado que en el resto de Europa, tal como se entiende en nuestros días, las familias estaban compuestas de nobles, de clanes nobles con la cabeza el pater familias de forma patrilineal, de los pater familias salían los patricios quienes gobernaban Roma.
Según la leyenda, Rómulo, el primer Rey de Roma, le dio la tierra a los romanos, pero rápidamente los descendientes de Rómulo y Remo quienes amasaron fortunas pronto se apoderaron de las tierras de iure, lo cual explicaba por qué las tierras no podían ser divididas o traspasadas a la muerte del pater familias a nonfamilia, dejando la herencia prácticamente generacional.
Las divisiones entre familias se hacían sobre el nomen, praenomen, y cognomen. De las gens salían los gentiles quienes dependiendo de si eran cognati (de sangre) o agnati, podían heredar (cognati).
Hay que destacar que el origen del Derecho sucesorio romano se sitúa en la idea de que los bienes de los integrantes de una misma gens deben permanecer dentro de ella, cuando se produce una transmisión patrimonial mortis causa. La mayor parte de los ordenamientos jurídicos del Derecho continental contemporáneo han recibido la influencia del Derecho romano, mostrando los rasgos característicos de este principio en los cálculos de legítimas y sucesiones intestadas. Así, por ejemplo, la legítima del cónyuge viudo, en el Derecho español, consiste siempre en un usufructo, que no podrá ser perpetuado y no supondrá una fuga indirecta del patrimonio del fallecido hacia personas que no le hubieran sucedido directamente.
Cada gens tenía su propia deidad, en este caso la deidad patricia correspondiente de los Calpurnia era la diosa Diana, quienes erigirían templos de ella unidos a otras familias afines, como los Calpurnios Pisones y la gens Tulia, de donde procedía Cicerón, quienes compartían la adoración del templo.

## Las Gens más destacadas
La Gens Julia, en la que destaca tanto el líder militar Julio César, como su hijo adoptivo Augusto(Octavio), que fue el primer emperador de Roma.
La Gens Claudia, donde destacan tanto Claudio que fue emperador desde el 41 hasta el 54 d.c y Nerón, que gobernó desde el 54 hasta el 68 d.c y fue recordado por su gran tiranía e incendio de Roma.
La Gens Cornelia, con Sila como máximo exponente, que fue un general y dictador romano.
La Gens Antonina, con Marco Antonio como uno de sus máximos exponentes.
Además destacan otras como la Gens Valeria o la Gens Flavia.

## Gens y relación con la onomástica
Respecto al nomen o nomen gentilicium, este era como una especie de apellido. Se trataba del nombre de la gens de origen a la que pertenecía el individuo. Así pues, el nomen que llevaba un individuo era el mismo que el de su padre, y nunca el de la madre, a no ser que se desconociera la paternidad o se tratara de un hijo ilegítimo, en tal caso se tomaba el nomen materno. Los libertos solían adquirir el nomen de la familia de la que habían sido esclavos, y las mujeres eran nombradas únicamente por el apellido familiar en femenino. Por ejemplo: En el nombre Gaius Julius Caesar, siendo Julius su nomen relacionado con la gens Julia.

## Sistemas sociales similares
Otro sistema similar, es el de la soberanía doméstica de las tribus germanas; una agrupación de tipo familiar, que forma parte de una unidad del linaje Sippe, de donde sus miembros descienden de un mismo antepasado, similar a las gens. En esta soberanía, el dominio lo ejerce un jefe tribal, muy similar a la figura del pater familia, el cual poseía un séquito de libres que era su familia amplia, muy similar a la gens y de semi-libres, que tenían una connotación diferente a la de los esclavos romanos, debido a que tenían derecho jurídico y vivían con sus familias. La soberanía se ejerce sobre una familia amplia, la residencia, posesiones fiduciarias y campesinos que viven en ella.
En los griegos encontramos otros sistemas similares a la gens, como el de genos que era un grupo de familias que decía descender de un antepasado común, ya fuese real o mítico y compartían tradiciones y cultos, cada uno de estos genos estaba encabezado por un Arconte. Estos genos, cuando se juntaban formaban fratrías, siendo una unidad intermedia entre los genos y la tribu. 

## Deberes y derechos de unagens
1. La primogenitura estricta.
2. El derecho hereditario recíproco de los gentiles; los bienes quedaban siempre dentro de la gens.
3. La posesión de un lugar de sepultura común.
4. Las solemnidades religiosas comunes.
5. La obligación de no casarse dentro de la gens.
6. La posesión de la tierra en común.
7. La obligación de los miembros de la gens de prestarse mutuamente socorro y asistencia.
8. El derecho de llevar el nombre de la gens.
9. El derecho a adoptar a extraños en la gens.
10. El derecho de elegir y deponer al jefe no se menciona en ninguna parte.[7]